# Catherine Hettinger
Catherine Hettinger (Orlando, 26 ottobre 1954) è un'inventrice statunitense.

## Biografia
È nota per l'invenzione e progettazione del primo Fidget spinner. Nel 2005 decise di non rinnovare il brevetto, per costi annuali troppo alti.
La donna oggi è nonna di due nipoti, l'idea le venne quando era malata di una malattia neuromuscolare, per intrattenere sua figlia. La proposta di distribuzione del giocattolo arrivò anche grandi colossi del mercato come, la Hasbro che però rifiutò l'idea.
Ha anche perfezionato la sua versione, lanciando una campagna su Kickstarter.